# Анастасия (фильм, 2008)
«Анастасия» — документальный фильм, рассказывающий о драматичной судьбе Русской эскадры. Картина создана на основе воспоминаний дочери командира эсминца «Жаркий» Анастасии Ширинской-Манштейн.

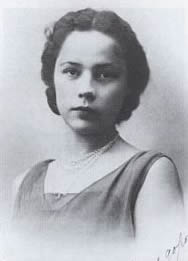
Анастасия Манштейн

## История создания
В 1980-х годах корреспондент АПН Николай Сологубовский работал в Тунисе. Там он познакомился с женщиной, которую называли «ангелом Русской эскадры», — Анастасией Ширинской. В течение многих лет журналист записывал воспоминания Анастасии Александровны сначала на магнитофон, затем — на видеокамеру.
В 2007 году Сологубовский показал сценарий будущего фильма «Анастасия» режиссёру Виктору Лисаковичу. Результатом их совместной работы стала не только запись 50-часового интервью с главной героиней, но и сбор уникальных фото- и видеоматериалов, найденных в государственных архивах и частных коллекциях Туниса, Франции и России.

## Содержание
В основе картины — воспоминания Анастасии Ширинской-Манштейн, которая оказалась свидетелем исхода кораблей Русской эскадры из Крыма. Осенью 1920 года ей было 8 лет, и девочка на всю жизнь запомнила крымскую эвакуацию. Почти 150 000 человек вынужденно покинули Россию.
В декабре 33 русских корабля прибыли в Тунис, находившийся в ту пору под протекторатом Франции. Квартирами для беженцев стали каюты. Анастасия вместе с мамой и сёстрами жила на броненосце «Георгий Победоносец». На берег они практически не выходили. Иногда французы присылали на борт сахар и муку, под новый год обязательно передавали ёлки. Чтобы добраться до школы, детям достаточно было подняться вверх по трапу в адмиральскую каюту. Математику и астрономию ученикам преподавал контр-адмирал Михаил Беренс.
Экипажи поддерживали корабли в состоянии полной боевой готовности. В 1921 году на африканском берегу был создан Севастопольский морской корпус, выпускавший офицеров. Ширинская вспоминает, что во время праздников взрослые обязательно провозглашали тост: «За скорое возвращение в Россию».
Осенью 1924 года Франция признала СССР. Теперь судьбой кораблей, находящихся в Бизерте, надлежало заняться специальной комиссии. В октябре вышел в свет приказ № 147 о расформировании Русской эскадры.

Я считаю своим долгом отметить то спокойное достоинство, с которым личный состав встретил это последнее и самое тяжёлое испытание. Пользуюсь случаем, чтобы принести сердечную благодарность моим сослуживцам и соплавателям и пожелать им успеха в устройстве их личной жизни до счастливого возвращения на Родину, надеждой на которую мы все живём.— Контр-адмирал Михаил Беренс

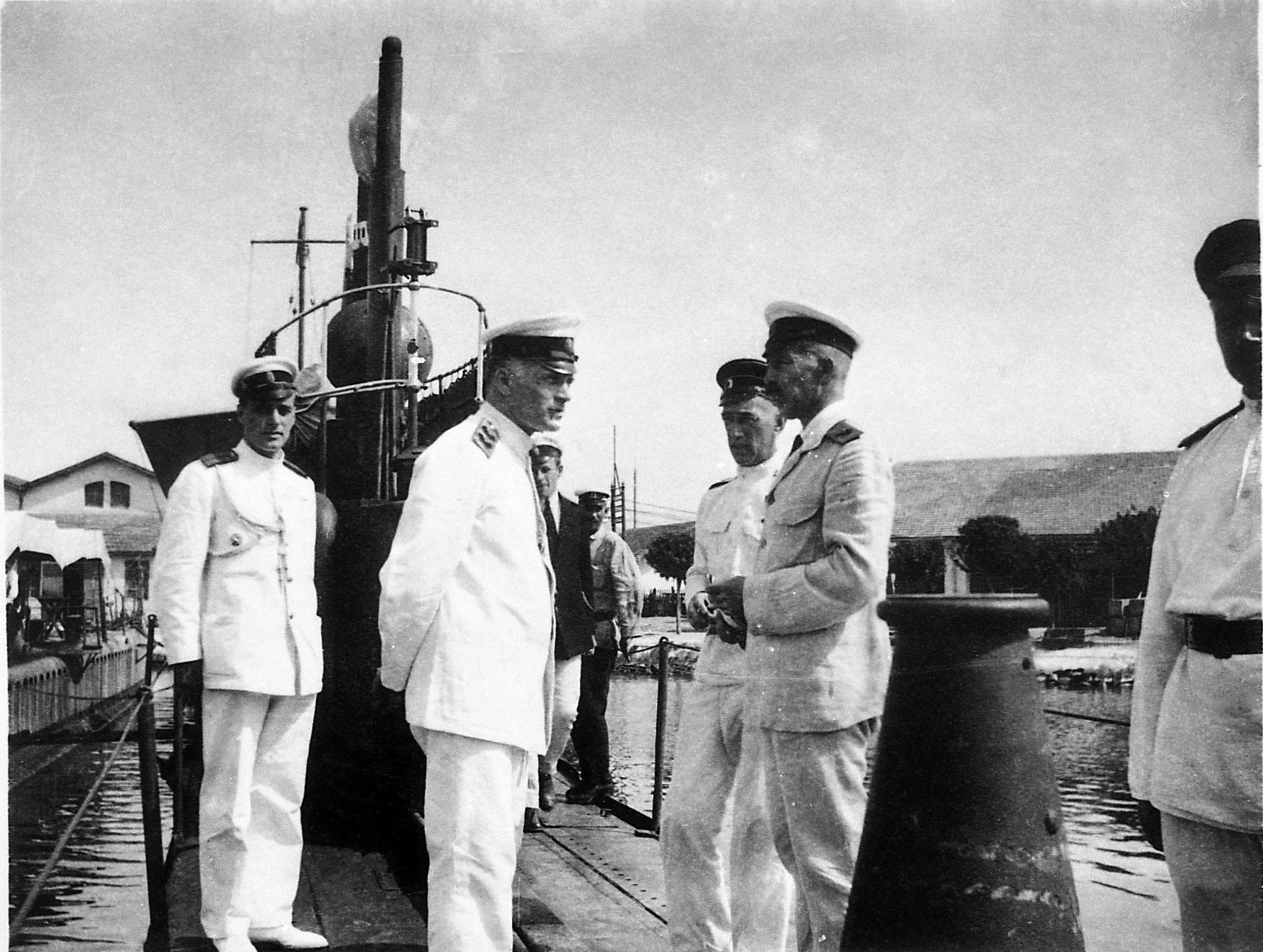
Бизерта. 1921

Затем были спуск Андреевского флага и приезд в Бизерту советской технической делегации, в состав которой вошёл брат Михаила Беренса — Евгений. Братья, оказавшиеся в годы Гражданской войны по разные стороны баррикад, в Тунисе так и не встретились. Переговоры сорвались, и впоследствии корабли, входившие в состав Русской эскадры, пошли на слом.
Сняв морскую форму, офицеры и их семьи начали обживаться на африканской земле. В начале 1930-х годов в Бизерте был построен православный храм. В шкатулке до сих пор хранится горсть севастопольской земли. На мраморной доске высечены имена всех кораблей, пришедших в Бизерту.

## Награды
- Премия «Ника» за «Лучший неигровой фильм»[4] ([2009)
- Премия «Золотой орёл» — номинация «Лучший неигровой фильм»[5] (2009)
- Приз за лучший неигровой фильм на Третьем международном кинофестивале «Русское зарубежье» (Москва, 2009)
- Специальный приз жюри XIV Международного фестиваля фильмов о правах человека «Сталкер»[6] (Москва, 2008)
- Диплом Первого Всероссийского фестиваля документального кино «Человек и война» (Екатеринбург, 2008)
- Приз губернатора Вологды «За талантливое воплощение живой исторической памяти, восстанавливающей духовные традиции тысячелетней России» на IV открытом кинофестиваля неигрового и анимационного кино для детей и юношества «Фрески Севера»[7] (Вологда, 2008)
- Приз за лучший документальный фильм на Пятом международном фестивале военно-патриотического фильма имени С. Ф. Бондарчука «Волоколамский рубеж» (Волоколамск, 2008)
- Главный приз Открытого фестиваля кинодокумента «Окно в Россию XXI век» (Москва, 2008)
- Главный приз «Золотой меч» на Шестом Международном фестивале военного кино имени народного артиста СССР Юрия Озерова (Москва, 2008)
- Приз зрительских симпатий, приз Государственного архива кинофотодокументов «За высокохудожественное отражение реальности на экране» и приз Полномочного представителя Президента РФ в Уральском Федеральном округе «За развитие патриотической темы» на Фестивале документального кино «Россия» (Екатеринбург, 2008)
- Памятный знак и диплом Севастопольского морского собрания на IV Севастопольском международном кинофестивале, посвященном 225-летию Севастополя и 100-летию российского кинопроизводства (Севастополь, 2008)
- Приз «Золотой кентавр» на XVIII Международном кинофестивале документальных, короткометражных игровых и анимационных фильмов «Послание к человеку» (Санкт-Петербург, 2008)
- Приз зрительских симпатий на кинофестивале «Русская весна» (Париж, 2008)

## Создатели фильма
- Виктор Лисакович — режиссёр
- Николай Сологубовский — автор сценария
- Николай Сологубовский — оператор
- Евгений Ширяев — композитор
- Александр Кузьмин — монтаж
- Виктор Листов — дикторский текст
- Долорес Мелконян — редактор
- Левон Манасян, Долорес Мелконян — продюсеры